# Taonura haackei
Taonura haackei är en svampdjursart som först beskrevs av Lendenfeld 1889.  Taonura haackei ingår i släktet Taonura och familjen Thorectidae. Inga underarter finns listade i Catalogue of Life.